# سيسيل بارت
سيسيل بارت (بالفرنسية: Cécile Bart)‏ هي رسامة فرنسية، ولدت في 1958 في ديجون في فرنسا.

## وصلات خارجية
- الموقع الرسمي